# Cessna 188
De Cessna 188 is een familie van  Amerikaanse agrarische sproeivliegtuigen gebouwd door Cessna. De verschillende versies van de 188 werden verkocht onder de namen: AGwagon, AGpickup, AGtruck en Aghusky. De eerste vlucht vond plaats op 19 februari 1965. Er zijn tussen 1966 en 1983 totaal 3975 exemplaren gebouwd.

## Ontwerp en historie
Begin jaren 1960 besloot Cessna om haar productrange uit te breiden met vliegtuigen voor de agrarische markt. Na geluisterd te hebben naar de wensen van binnen de sector werkzame piloten en bedrijven, introduceerde Cessna een eenpersoons laagdekker met vleugelstijlen die zijn bevestigd aan de bovenkant romp. De Cessna 188 was voor een substantieel gedeelte gebaseerd op de Cessna 180. Het toestel was uitgerust met een 230 pk Continental zuigermotor en een polyester tank voor de vloeibare chemische sproeiproducten. In latere modellen werd binnenin de romp een dynamische overdruk gecreëerd, zodat de corrosieve sproeiproducten niet konden binnendringen in de constructie. 
Het toestel ging in 1966 in productie. Het originele ontwerp was zo geslaagd dat het gedurende de 17 jaar productietijd ongewijzigd is gebleven, afgezien van de motoren en de sproei installatie.
De 188 is gebouwd als sproeivliegtuig, maar veel exemplaren worden ook ingezet als sleepvliegtuig voor zweefvliegtuigen.   

## Varianten

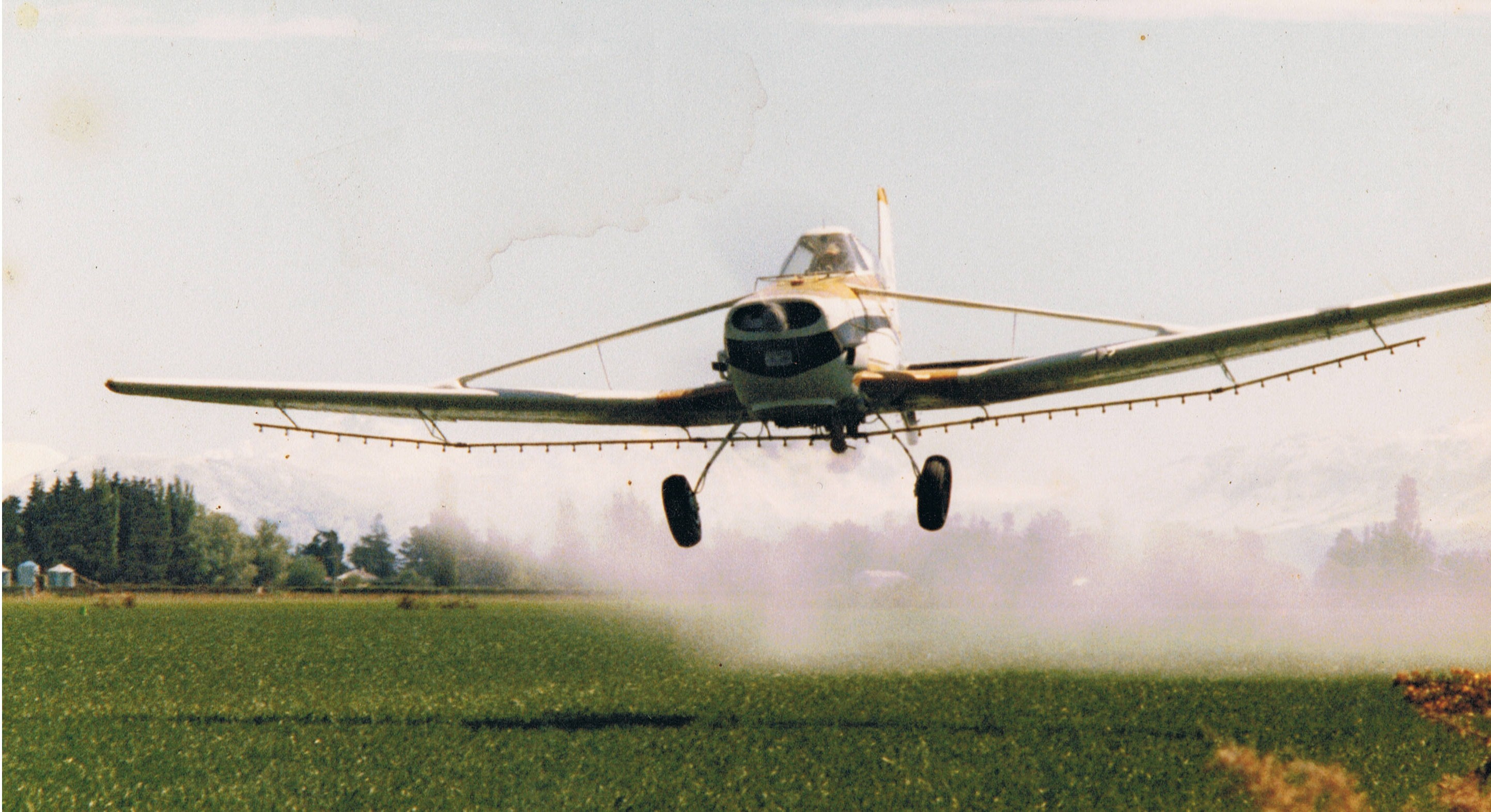
Cessna 188 AGWagon

188 AGwagon 230
Originele productieversie met een  Continental O-470-R 230 pk motor en een 760 liter sproeitank.
188A AGwagon "A", AGwagon "B"
Model uit 1969 met kleine wijzigingen.
188B Agpickup
Model uit 1971.
A188 AGwagon 300
Model met een grotere  Continental IO-520-D 300 pk motor en 760 liter sproeitank. Introductie in 1966.
A188A AGwagon "A", AGwagon "B"
Idem als AGwagon 300. Introductie in 1969.
A188B, AGwagon "C" en AGtruck
Model met een Continental IO-520-D 300 pk motor en grotere 1060 liter sproeitank. Introductie in 1971.
T188C AGhusky
In productie tussen 1978 en 1985. Turbogeladen Continental TSIO-520-T, 310 pk. Sproeitank van 1060 liter.

## Vergelijkbaar vliegtuig
- Piper PA-25 Pawnee